# إرنست روسكا
إرنست روسكا (بالألمانية: Ernst Ruska) هو عالم فيزيائي ألماني حاز على جائزة نوبل للفيزياء عام 1986 عن اختراعه المجهر الإلكتروني .
ولد إرنست روسكا في 25 ديسمبر 1906، وتوفي في 27 مايو 1988. والده هو المستشرق والباحث يوليوس روسكا.

## روابط خارجية
- إرنست روسكا على موقع الموسوعة البريطانية (الإنجليزية)
- إرنست روسكا على موقع مونزينجر (الألمانية)
- إرنست روسكا على موقع إن إن دي بي (الإنجليزية)